# Eitan Tchernov

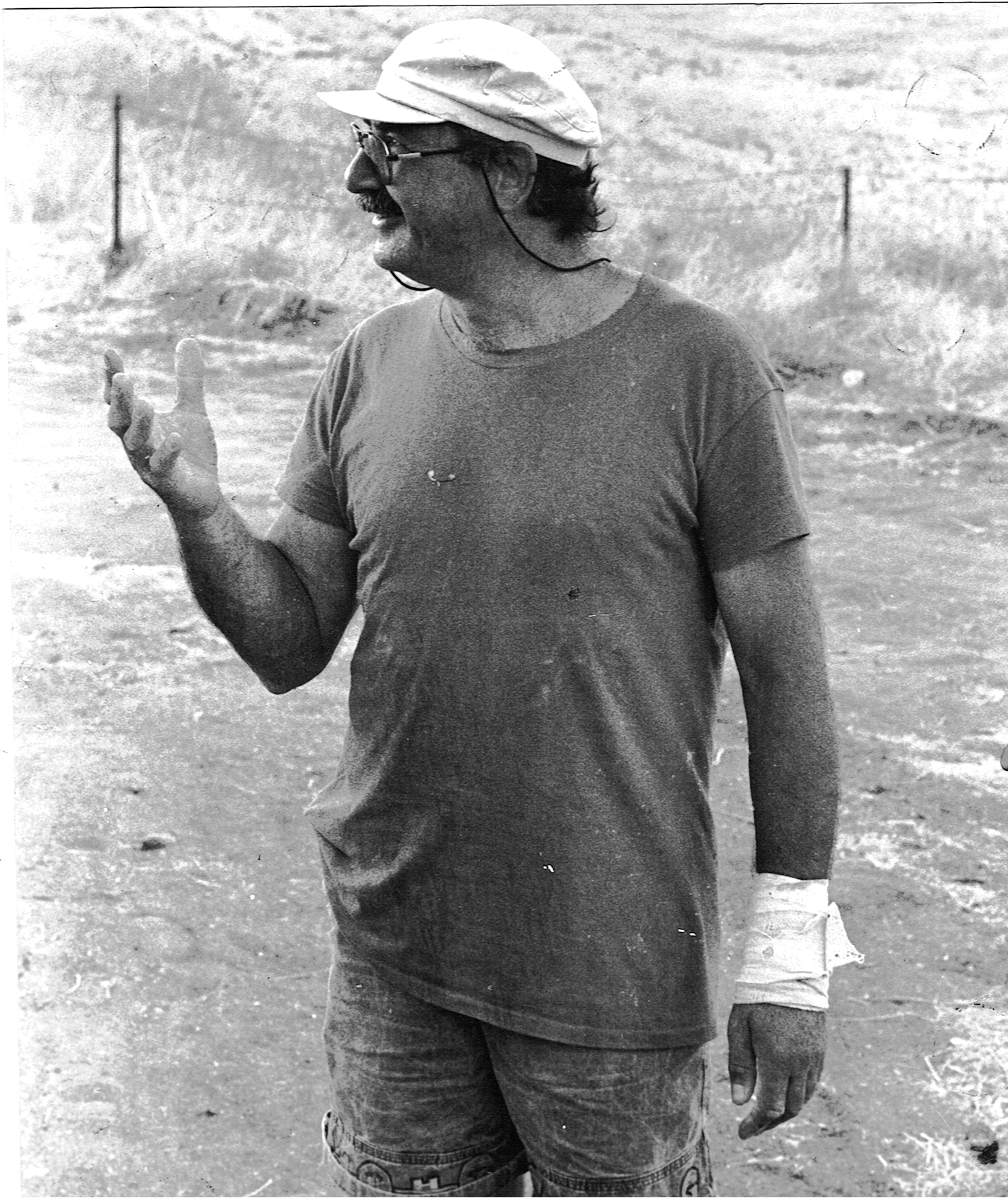
Eitan Tchernov im Jahr 1984

Eitan Tchernov (hebräisch איתן צ'רנוב; * 16. September 1935 in Tel Aviv, Palästina (Völkerbundsmandat); † 13. Dezember 2002) war ein israelischer Paläontologe, Archäologe und Paläoökologe.

## Leben
Tchernov wurde in Florentin, einem südlichen Stadtteil von Tel Aviv, geboren. Seine frühe Kindheit verbrachte er bei Verwandten im Moschaw Ein Vered, wo er sich alsbald mit dem Sammeln von Vögeln und der Vogelbeobachtung beschäftigte. Gegen Ende der sechsten Klasse kehrte er nach Tel Aviv zurück und verbrachte seine Schulzeit an der Ahad-Ha’am-Schule. Zusammen mit anderen Jugendlichen gründete er einen Verband der Wildtierliebhaber mit dem Ziel Tiere und Pflanzen zu sammeln, zu klassifizieren und zu identifizieren. Die Gruppe wandte sich an den Zoologischen Garten des pädagogischen Instituts von Yehoshua Margolin, wo sie Unterstützung von Heinrich Mendelssohn und Haim Marom erhielten. Anschließend wurden sie von den Zoologen Hanan Bitinsky-Saltz und Yitzhak Barash in einem Jugendhaus an der Hassan-Bek-Moschee in Jaffa unterrichtet. Dort traf Tchernov seine zukünftige Frau Ora Eytan, die später eine bekannte Kinderbuchillustratorin wurde. Tchernov wurde wegen Herzgeräuschen nicht in die Israelischen Verteidigungsstreitkräfte eingezogen. Im Jahr 1957 trat er in die Hebräische Universität Jerusalem ein, wo er Zoologie, Botanik, Geologie und Biochemie studierte. Im dritten Studienjahr wandte er sich auf Anregung seines Mentors Georg Haas, der Paläontologie zu und studierte die Evolution von Weichtieren, Vögeln, Reptilien und Säugetieren in Israel und ganz allgemein im Nahen Osten. 1966 wurde er mit einer Dissertation zum Thema Säugetiere in prähistorischen Fundstätten zum Ph.D. promoviert.
1960 wurde Tchernov Assistent an der Abteilung für Zoologie der Universität Jerusalem. 1966 wurde er Assistenzprofessor und schließlich 1984 ordentlicher Professor. Seine gesamte Karriere verbrachte er an dieser Universität. Er war außerdem wissenschaftlicher Mitarbeiter am Institut für Ur- und Frühgeschichte und Paläontologie in Nairobi, Kenia sowie Gastprofessor am British Museum in London, an der University of California, Berkeley und der Harvard University. Ab 1976 unternahm er wiederholt Reisen zum Institut für Paläontologie des Muséum national d’histoire naturelle in Paris.
Georg Hass, der zusammen mit René Neuville die fossile Fauna studierte, die während Ausgrabungen in der Judäischen Wüste und in der Qafzeh-Höhle entdeckt wurde, begann nach dem Zweiten Weltkrieg eine fruchtbare Zusammenarbeit mit Moshe Stekelis, Professor für Urgeschichte an der Hebräischen Universität. Dieser doppelte Einfluss veranlasste Eitan Tchernov dazu, verstärkt mit Archäologen zusammenzuarbeiten, insbesondere mit solchen, die sich mit dem Pleistozän beschäftigten.
Tchernovs Forschung konzentrierte sich auf das Quartär. Mit Ofer Bar-Yosef leitete er von 1967 bis 1974 die Ausgrabung des pleistozänen Vorkommens von ʻUbeidiya am See Genezareth. Von 1988 bis 1994 arbeitete er mit Claude Guérin und von 1997 bis 2000 mit Gerhard Bosinski bei Ausgrabungen zusammen. In Zusammenarbeit mit Baruch Arensburg und Ofer Bar-Yosef, initiierte er von 1965 bis 1979 in der Hayonim-Höhle ein großes Forschungsprogramm, bei dem er erstmals fossile Belege für die Anwesenheit von Hausmäusen und somit Beweise für die Sesshaftigkeit der Natufien fand. Nach dem Tod von Georg Haas und Jean Bouchud setzte er das Studium der Fauna und der Mikrofauna in der Qafzeh-Höhle fort. Ferner war er an einem Forschungsprogramm beteiligt, bei dem die Entwicklung der Kulturen und Populationen der Levante vom späten Altpaläolithikum bis zum frühen Jungpaläolithikum untersucht wurde. 
Tchnernov leitete das Zentrum für Planung und Umweltmanagement im Jahr 1980 und von 1979 bis 1982 den Fachausschuss der Naturschutzbehörde.
1991 gründete er die Abteilung für Evolution, Systematik und Ökologie an der Hebräischen Universität Jerusalem und war deren erster Vorsitzender. Er war auch an der Einrichtung der Naturschutzbehörde Israels beteiligt und diente als erster Ranger und später als Mitglied des wissenschaftlichen Beirats. Er war ebenfalls Mitglied des Vorstands der Naturschutzgesellschaft und anderer Naturschutzbehörden, darunter im UNESCO-MAB-Komitee (Mensch und Biosphäre) und im Scientific Committee on Problems of the Environment (SCOPE, Wissenschaftliches Komitee für Umweltprobleme). Von 1986 bis 2002 war er Mitherausgeber des hebräischen Umweltmagazins Sevivot.
Tchernov starb im Dezember 2002 an den Folgen von Krebs.

## Dedikationsnamen
1980 benannte Georg Haas Nothosaurus tchernovi nach Tchernov. Im Jahr 2005 wurde Tchernov im Artepitheton von Judeasaurus tchernovi geehrt. Im Jahr 2006 benannte Yehudah L. Werner die Schlangenart Micrelaps tchernovi aus der Familie der Erdvipern (Atractaspididae) zu Ehren von Eitan Tchernov. Im Jahr 2020 wurde dieses Taxon mit Micrelaps muelleri synonymisiert.